# (14594) Jindrašilhán
(14594) Jindrašilhán, désignation internationale (14594) Jindrasilhan, est un astéroïde de la ceinture principale.

## Description
(14594) Jindrasilhan est un astéroïde de la ceinture principale. Il fut découvert le 24 septembre 1998 à l'Observatoire d'Ondřejov par Petr Pravec. Il présente une orbite caractérisée par un demi-grand axe de 2,53 UA, une excentricité de 0,15 et une inclinaison de 13,9° par rapport à l'écliptique.

## Compléments